# Stazione di Potenza Città
La stazione di Potenza Città è una delle stazioni ferroviarie a servizio della città e più precisamente del centro storico di Potenza. La stazione è sotto la gestione delle Ferrovie Appulo Lucane.

## Strutture e impianti
La stazione dispone di un fabbricato viaggiatori, che ospita la sala d'attesa, la biglietteria e i servizi igienici.
È dotata di tre binari passanti utilizzati per il servizio viaggiatori.

## Movimento
Nella stazione fermano tutti i treni per Altamura e Bari, e quelli del servizio metropolitano per Avigliano Città.

## Servizi
La stazione dispone di:
- Biglietteria
- Parcheggio di scambio

### Interscambi
- Linee autobus COTRAB di passaggio (2 - 8 - 9 - 15)